# Robia LaMorte
Robia LaMorte Scott, född som Robia Brett LaMorte, den 7 juli 1970 i Queens i New York, är en amerikansk skådespelare och före detta dansare. Hon är bland annat känd för att ha varit dansare och talesperson för musikern och artisten Prince. LaMorte spelade rollen som Jenny Calendar, i totalt fjorton stycken avsnitt av TV-serien Buffy och vampyrerna. Hon är uppvuxen på flera olika platser runtom i USA, bland annat i ögruppen Florida Keys i Florida och Ocean City i Maryland.

## Filmografi (i urval)

### Filmer
- 1988 – Kroppskontakt av värsta graden
- 1997 – Spawn

### TV-serier
- 1993 – Beverly Hills (TV-serie)
- 1995 – Silk Stalkings (TV-serie) (även 1998)
- 1997 – Spejaren (TV-serie)
- 1997–1998 – Buffy och vampyrerna (TV-serie)
- 1999 – Kameleonten (TV-serie)
- 1999 – Singel i New York (TV-serie)
- 2001 – CSI: Crime Scene Investigation (TV-serie)